# Парка (река)
Парка — река в России, протекает по Краснослободскому району Республики Мордовия. Устье реки находится в 40 км от устья реки Урей по правому берегу. Длина реки составляет 26 км, площадь водосборного бассейна — 111 км².
Исток реки у села Слободские Дубровки в 15 км к юго-западу от города Краснослободск. Река в верховьях течёт на юго-запад, потом резко поворачивает на север, а в нижнем течении на северо-запад. На реке стоят деревни Мордовские Парки и Краснополье. Впадает в Урей в черте села Селищи.

## Данные водного реестра
По данным государственного водного реестра России относится к Окскому бассейновому округу, водохозяйственный участок реки — Мокша от истока до водомерного поста города Темников, речной подбассейн реки — Мокша. Речной бассейн реки — Ока.
Код объекта в государственном водном реестре — 09010200112110000027896.